# Philippe Lauer
Philippe Lauer, né le 2 décembre 1874 à Thorigny-sur-Marne et mort le 3 février 1953 à Paris, est un bibliothécaire et historien français.

## Biographie
Né d'un père alsacien, il fait ses études secondaires au lycée Janson-de-Sailly, puis entre à l’École pratique des hautes études et obtient une licence de droit et de lettres.
Élève de l'École nationale des chartes, il y obtient en 1897 le diplôme d'archiviste paléographe avec une thèse sur le règne de Louis IV d'Outremer.
Il passe deux ans à l'École française de Rome (1898-1900), sous la direction du chanoine Louis Duchesne. En Italie, il se consacre à des recherches sur le palais du Latran.
De retour en France, il entre en 1900 comme stagiaire au département des manuscrits de la Bibliothèque nationale. Après avoir été successivement sous-bibliothécaire en 1902, bibliothécaire en 1909, conservateur en 1928 et conservateur en chef en 1934, il part en retraite en 1940.
Le 28 février 1912, il obtient le grade de docteur ès lettres après la soutenance de deux thèses : une sur le Palais de Latran et l'autre sur Robert Ier et Raoul, rois de France (923-936). La première lui vaut le prix Fould décerné par l'Académie des inscriptions et belles-lettres.
Disciple des historiens Gabriel Monod et d'Arthur Giry, il recueille les éléments d'une monographie du règne de Louis IV d'Outremer et contribue ainsi à l'étude des Carolingiens. Son activité de conservateur en chef du département des manuscrits de la Bibliothèque nationale est marquée par des acquisitions de documents et la direction ou la rédaction de publications importantes. Il est également professeur à l'École des chartes.
Marié à Marie Eclancher, il est le père de Jean-Philippe Lauer.

## Publications
- Le Règne de Louis IV d'Outremer, publié par É. Bouillon, 1900.
- Les Annales de Flodoard, publiées d'après les manuscrits, publié par A. Picard et fils, 1906.
- Robert Ier et Raoul de Bourgogne, rois de France (923-936) (thèse de doctorat ès lettres soutenue à la Faculté des lettres de Paris), Paris, Honoré Champion, coll. « Annales de l'histoire de France à l'époque carolingienne / Bibliothèque de l'École des hautes études. Sciences historiques et philologiques » (no 188), 1910 (réimpr. Genève, Slatkine, coll. « Reprints », 1976), 1re éd., 1 vol., IV-115, in-8o (26 cm) (OCLC 490363969, BNF 30749245, SUDOC 109187628, présentation en ligne, lire en ligne).
- Le Palais de Latran, étude historique et archéologique, Paris, Leroux, 1911.
- Recueil des actes de Louis IV, roi de France, Paris, Klincksieck, 1914.
- Recueil des actes de Charles III le Simple, roi de France (893-923), Paris, Académie des inscriptions et belles-lettres (Chartes et diplômes relatifs à l’histoire de France), 1940.
- Robert de Clari. La Conquête de Constantinople, Paris, E. Champion, 1924.
- Histoire des fils de Louis le Pieux de Nithard, 1926.

## Distinctions
- Chevalier de la Légion d'honneur